# Carlinho (Joey)

## Carlinho (Joey)
Carlinho é vocalista e compositor da banda brasileira Joey, apontada pelos fãs como sucessora da banda Charlie Brown JR., produzida pelo mesmo produtor responsável por lançar a mesma banda a qual foi apontada como sucessora pelo público.

## Curiosidades
Foi amigo de Chorão, vocalista da banda Charlie Brown JR., e continua amigo da família do músico, onde auxiliou e ajudou a família a resolver problemas em relação ao musical "Dias de Luta, Dias de Glória", que, de acordo com a família e Carlinho, tinha uma mensagem que manchava o legado do fundador do Charlie Brown JR. Foi gravada uma série de vídeos expondo fatos verdadeiros em relação a vida do músico, com grande repercussão na mídia, onde Carlinho aparece ao lado do irmão de Chorão, Ricardo Abrão, e, posteriormente, de sua mãe, Nilda Abrão.
Ainda, ensejou o boicote pelos fãs de Chorão em relação ao musical, O chorão não morreu junto com o rock, e no que depender de mim, isso nunca irá acontecer, vamos honrar a memória dele, disse o vocalista da banda Joey, Carlinho, que estava ao lado de Ricardo Abrão nas gravações. Eles sugeriram que o público boicotasse o material: Não comprem uma mentira.
Ressaltou que o musical recebeu um nome infeliz na escolha do nome, uma vez que trecho da música Dias de Luta, Dias de Glória diz: Podem me tirar tudo o que tenho, só não podem me tirar as coisas boas que eu fiz pra quem eu amo, além do mesmo fragmento fazer parte, também, da canção Gueto do Universo.

## Lançamento
Ainda no ano de 2015, Carlinho grava com sua banda, sob produção de Tadeu Patolla, dois singles, Extremo de Dois Mundos e Marolando, onde a prévia pôde ser acompanhada através de vídeos amadores divulgados pela mídia, oriundos de seu canal no youtube, onde teve a certeza de que apostaria no projeto, devido ao grande número de fãs que adquiriu através do mesmo. No mesmo ano, o artista promete um álbum completo para os fãs.